# مقاطعة بولاسكي (كنتاكي)
مقاطعة بولاسكي (بالإنجليزية: Pulaski County, Kentucky)‏ هي إحدى مقاطعات ولاية كنتاكي في الولايات المتحدة. تأسست سنة 1798، بلغ عدد سكانها 63063 نسمة في عام 2010 حسب إحصاء مكتب تعداد الولايات المتحدة .

## أعلام
- سيلاس آدامز
- برينت وودز

## وصلات خارجية
- www.spcchamber.com
- United States Counties